# Palo, de (pera)
de Palo, es el nombre de una variedad cultivar de pera europea Pyrus communis. Esta pera está cultivada en la colección de la Estación Experimental Aula Dei (Zaragoza). Esta pera también está cultivada en diversos viveros entre ellos algunos dedicados a conservación de árboles frutales en peligro de desaparición. Esta pera variedad muy antigua es originaria de España, en la provincia de Málaga (comunidad autónoma de Andalucía), y tuvo su mejor época de cultivo comercial antes de la década de 1960, y actualmente en menor medida aún se encuentra.

## Historia
En España 'de Palo' está considerada incluida en las variedades locales autóctonas muy antiguas, cuyo cultivo se centraba en comarcas muy definidas. Se caracterizaban por su buena adaptación a sus ecosistemas y podrían tener interés genético en virtud de su adaptación. Se encontraban diseminadas por todas las regiones fruteras españolas, aunque eran especialmente frecuentes en la España húmeda. Estas se podían clasificar en dos subgrupos: de mesa y de cocina (aunque algunas tenían aptitud mixta).
'de Palo' es una variedad clasificada como de mesa, se utiliza también en la cocina, difundido su cultivo en el pasado por los viveros comerciales y cuyo cultivo en la actualidad se ha reducido a huertos familiares y jardines privados.

## Características
El peral de la variedad 'de Palo' tiene un vigor medio; florece a finales de abril; tubo del cáliz en cubeta poco profunda.
La variedad de pera 'de Palo' tiene un fruto de tamaño pequeño; forma piriforme u ovoidal, cuello casi imperceptible, ligeramente asimétrica, algunos frutos con un ligero surco desde el pedúnculo al ojo, contorno irregular; piel medio rugosa, mate; color de fondo amarillo limón-verdoso, sin chapa, presenta un punteado muy menudo poco perceptible de no ser ruginoso-"russeting", "russeting" (pardeamiento áspero superficial que presentan algunas variedades) débil; pedúnculo de longitud medio  o largo, fino, ligeramente engrosado en los extremos, sin ser carnoso en la base, verde o parcialmente ruginoso claro, arqueado, implantado derecho, cavidad peduncular nula; cavidad calicina nula; ojo pequeño, abierto, algo prominente; sépalos resecos, extendidos.
Carne de color blanco amarillento; textura medio crujiente, algo pastosa, poco jugosa; sabor muy dulce pero insulso y sin aroma; corazón mediano. Eje largo y estrecho, abierto en su parte superior. Celdillas grandes y deprimidas, muy próximas al eje en la mitad superior, en la inferior son divergentes. Semillas estrechas y muy largas, puntiagudas, ligeramente espolonadas, de color castaño oscuro con la punta de inserción amarillenta.
La pera 'de Palo' tiene una maduración durante el otoño-invierno (en E. E. Aula Dei de Zaragoza). Aguanta en buenas condiciones un mes de almacenamiento en un ambiente refrigerado. Se usa como pera de mesa fresca, y en cocina.